# Agel (empresa)
Agel Enterprises LLC es una compañía estadounidense de marketing multinivel fundada en 2005 y presente en unos 60 países. Está especializada en la investigación, fabricación y comercialización de suplementos nutricionales y nutricosmética fabricados con un método de suspensión en gel. Algunos de los suplementos cuentan con certificado kosher y halal con el fin de ser aceptables para las comunidades judías y musulmanas.

## Historia
Su fundador, Glen Jensen, había trabajado anteriormente en otras compañías de Marketing multinivel tales como Nu Skin Enterprises, Herbalife y Neways. Él creó recientemente[¿cuándo?] la World Federation of Direct Selling Associations. La federación consta de más de 50 grupos de venta directa nacionales y una asociación europea regional, constituida por CEOs de las compañías multinacionales más grandes de la venta directa incluyendo Nu Skin Enterprises, Avon Products, y Mary Kay.

## Modelo de negocio
El desarrollo de negocio y plan de compensación de Agel dice que es del tipo de árbol binario híbrido, aunque también ha sido calificado de esquema piramidal.
Según la compañía, los «team members,» como así llaman a sus miembros, más que hacer hincapié en vender productos a comisión o sólo inscribir a nuevos, insisten en el trabajo en equipo y la creación de una red de personas que consuman sus productos y a su vez los recomienden.
Para empezar a desarrollar la actividad en Agel es necesario inscribirse como miembro distribuidor mediante un único pago de 26 euros más IVA. Este pago le convierte en "team member", lo que le da derecho a participar en el plan de compensación y acceso a su "backoffice", es decir su oficina en línea, desde la cual podrá realizar todo tipo de operaciones. 
El plan de compensación, en resumen consiste en la creación de una red de dos equipos donde todos sus miembros están conectados y recibiendo beneficios del consumo de su red.
Para crear un equipo se necesita patrocinar a dos personas: una en el lado izquierdo y otra en el lado derecho.  
Estas dos personas para la empresa suponen ser la primera generación y su número de distribuidor siempre va a estar vinculado al que los inscribió, de manera que recibirá comisiones por el grado de desarrollo de su actividad. 
Ellos a su vez patrocinarán a otras dos personas. En este caso sería la primera generación de ellos y la segunda generación del que inicialmente les inscribió a ellos.
Las personas que ellos patrocinen serían su tercera generación y así sucesivamente. En AGEL se cobran comisiones por los ingresos obtenidos hasta la séptima generación.